# Hypera fornicata
Hypera fornicata är en skalbaggsart som först beskrevs av Penecke 1928.  Hypera fornicata ingår i släktet Hypera, och familjen vivlar. Arten är reproducerande i Sverige.